# Cómo sobrevivir a una despedida
Cómo sobrevivir a una despedida és una pel·lícula espanyola de comèdia de l'any 2015, dirigida per Manuela Burló i protagonitzada per Celia de Molina, Natalia de Molina i Úrsula Corberó.

## Argument
Eixelebrada història d'un grup d'amigues que a 28 anys no han aconseguit el que somiaven en el passat: una bona feina, un xicot com el de Cinquanta ombres d'en Grey i viure en un pis cèntric. Com a mileuristes, l'única cosa que han aconseguit és compartir pis, treballar com a becàries, sortir amb nois al·lèrgics al compromís i comprar-se roba només durant les rebaixes. Però la Nora i les seves amigues no es rendeixen davant la crua realitat. El primer que es proposen és organitzar un comiat de soltera inoblidable a la Gisela, la més responsable del grup. I la destinació triada és Gran Canària.

## Repartiment
- Celia de Molina: Gisela
- Natalia de Molina: Nora
- Úrsula Corberó: Marta
- María Hervás: Tania
- Brays Efe: Mateo
- José Lamuño: Yago
- Roger Berruezo: Rai
- Jim Arnold: Roman
- Javier Bódalo: Jonathan
- Daniel Pérez Prada: Lucas
- Angelo Olivier: recepcionista de l'hotel de luxe
- Manuela Burló: reportera d'informatius
- Miki Nadal: presentador de la gala
- Emma Bunton: ella mateixa
- Manolo Vieira: recepcionista de l'apartament